# 畢業生代表
畢業生代表（英語：Valedictorian）是在部分國家（如美國、加拿大）使用的一個學術稱謂，通常指在畢業典禮上發表畢業致詞（告別演說）的學生。該術語源自拉丁文vale dicere（“說再見”）。個別學校如何授予頭銜通常取決於成績（GPA），也可會能會考慮其他因素，例如志願者工作、學術獎項、研究和課外活動。

## 畢業致詞
畢業致詞（英語：Valedictory Address），又稱告別致詞，是在畢業典禮上發表的閉幕或告別演說。這類致詞通常由一位畢業生代表擔任講者，在美國及部分加拿大的高中、大學與學院的畢業典禮上進行（在加拿大，大學畢業典禮常稱為「Convocation」，高中則稱為「Graduation」）。
這種演講形式通常具有激勵性與說服力，其主要目的包括：鼓舞畢業生邁向未來、感謝那些促成他們成功的師長與親友、回顧青春歲月的輕狂與同屆同學的成就。然而，最重要的目的是，讓畢業生代表向學校與同窗正式道別，為學生時光畫下句點，並迎向人生的下一個階段。